# Vertica
Vertica is een geslacht van vlinders van de familie dikkopjes (Hesperiidae), uit de onderfamilie Hesperiinae.

## Soorten
- V. ibis Evans, 1955
- V. pudor Evans, 1955
- V. umber (Herrich-Schäffer, 1869)
- V. verticalis (Plötz, 1883)